# Corinth (Geòrgia)
Corinth és una població dels Estats Units a l'estat de Geòrgia. Segons el cens del 2000 tenia 213 habitants.

## Demografia
Segons el cens del 2000, Corinth tenia 213 habitants, 78 habitatges, i 60 famílies. La densitat de població era de 90,4 habitants per km².
Dels 78 habitatges en un 33,3% hi vivien nens de menys de 18 anys, en un 43,6% hi vivien parelles casades, en un 21,8% dones solteres, i en un 21,8% no eren unitats familiars. En el 19,2% dels habitatges hi vivien persones soles el 3,8% de les quals corresponia a persones de 65 anys o més que vivien soles. El nombre mitjà de persones vivint en cada habitatge era de 2,73 i el nombre mitjà de persones que vivien en cada família era de 3,07.
Per edats la població es repartia de la següent manera: un 30,5% tenia menys de 18 anys, un 9,9% entre 18 i 24, un 27,2% entre 25 i 44, un 22,5% de 45 a 60 i un 9,9% 65 anys o més.
L'edat mediana era de 30 anys. Per cada 100 dones de 18 o més anys hi havia 80,5 homes.
La renda mediana per habitatge era de 21.094 $ i la renda mediana per família de 20.500 $. Els homes tenien una renda mediana de 24.844 $ mentre que les dones 20.250 $. La renda per capita de la població era d'11.824 $. Entorn del 25,9% de les famílies i el 29,5% de la població estaven per davall del llindar de pobresa.

## Poblacions més properes
El següent diagrama mostra les poblacions més properes.